# Kristinehamns HT
Kristinehamns Hockeyteam är en ishockeyklubb från Kristinehamn i Värmland grundad 1974. Innan dess tillhörde ishockeyn IFK-alliansen. Ishockey har spelats i Kristinehamn sedan 1944 då Söderstrand mötte Forshaga och vann med 4–2. 1945 invigs Broängens ishockeybana och seriespel inleds i Division III. 1948 gjorde ishockeyn en paus p.g.a. för låg sarg – kanske hade man tröttnat på att leta efter pucken. 1961 blir IFK Kristinehamn först i landet med att använda huvudskydd. Hemmaarenan Björkhallen stod klar 1981 och rymde då ca 1500 åskådare. 
Vid serieombildningen 1999 kvalificerade sig A-laget för spel i Division 1 och man höll sig kvar över säsongerna 2000/2001 och 2001/2002, sedan fick man gå tillbaka till Division II igen. Sedan 2012 spelar man i Division III/Hockeytrean. Säsongen 21/22 kom de på plats 4 i tabellen och därmed klara för förkval till Hockeytvåan. De var tvungna att komma på plats 1 eller 2 men de kom på plats 3 och då blev det klart att de är kvar i Division III. 